# Južni bai jezik
Južni bai jezik (ISO 639-3: bfs), jedan od tri bai jezika kojim govori oko 400 000 ljudi (2003) koji čine dio nacionalnosti Bai.
Govori se u sjeverozapadnom Yunnanu, Kina. Ima dosta posuđenica iz kineskog jezika. Postoje dva dijalekta: dali i xiangyun, nazvana po lokalitetima.

## Vanjske poveznice
- Ethnologue (14th)
- Ethnologue (15th)